# Карл Шмит Ротлуф
Карл Шмит-Ротлуф (Ротлуф, Кемниц, 1884 — Берлин, 1976) је био немачки сликар и графичар један од главних представника експресионизма. Године 1905. у Дрездену уметничку групу Мост.

## Биографија
Карл Шмит рођен је у месту Ротлуф код Кемница и од 1905. године прозвао се Шмит- Ротлуф. Седмог јуна 1905. године основао је у Дрездену уметничку групу Мост („Die Brücke“) са студентима архитектуре Ернст Лудвиг Кирхнером, Фрицом Блејем и Ерихом Хенкелом. Новембра исте године организовао је изложбу групе у Лајпцигу.
У почетку је Карл Шмит Ротлуф био под утицајем импресионизма. За мотиве је узимао северонемачке и скандинавске пејзаже. Године 1911. преселио се у Берлин. У то време су велики простор у његовим делима заузеле геометријске форме. Нацисти су 1937. године конфисковали 608 радова Шмит Ротлуфа из музеја и означили их као дегенерисану уметност (Entarten Kunst). После Другог светског рата постао је 1947. професор на Академији ликовних уметности у Берлину. Посветио се са посебним афинитетом мотивима као што су зимски пејзажи и, у каснијој фази, акварелима светлих боја.

## Карактеристике
Под утицајем дела Винсента ван Гога, Емила Нолдеа и фовиста одликује се његово сликарство (пре свега пејзажи, актови, портрети и друге фигуралне слике) снажним, непреломљеним бојама без директне повезаности са предметом, као и једноставним угластим облицима. Тврде ивице дају печат његовим дрворезима (са пре свега религиозним темама), које су саздане на јаким црно-белим супротностима. 